# Андраш Арато
Андраш Іштван Арато (угор. András István Arató) (нар. 11 липня 1945) — угорський інженер-електрик та модель. Став відомим через те, що численні світлини з його участю стали Інтернетом-мемом. Андраш з'являвся та зникав в індустрії фотографій та реклами як модель після розкриття реального імені. На поприщі шаблонних фотографій привернув до себе увагу ще в 2011 році, а в культурі мемів почав називатись як «Гарольд, приховай біль» (англ. Hide the Pain Harold) завдяки особливому виразу обличчя фальшивої усмішки, яка приховує біль.

## Особисте життя
Андраш Арато народився в 1945 році у місті Кшег, Угорщина, виріс в епоху Залізної завіси.
У 1969 році Арато закінчив електротехнічний факульт Будапештського університету технологій та економіки. Після виходу на пенсію впродовж 5 років працював ді-джеєм на місцевій радіостанції. У 2019 році — став рекламним обличчям Coca-Cola в Угорщині. У 2020 році він знявся в угорському виданні «Замаскований Співак» (угор. Álarcos énekes). Проживає в Будапешті зі своєю дружиною Габріелою та сином.

## Роботи
- 13 травня 1999 року опублікував свою доповідь про технології освітлення.[14]
- Термінологія освітлення / [за ред. Андраш Арато та ін.]; Освітлювальна компанія. Будапешт, 2001. 136 с.
- Для операторів внутрішнього освітлення: доповнення до публікації «Технологія освітлення», Будапешт: EGI, 2001. 46 с.
- Співавтор Посібника з вуличного освітлення Товариство освітлення MEE, Фонд угорських технологій освітлення, 2009. 310 с.

## Нагороди
- У 2002 році Андраш Арато виграв премію Яноша Урбанека.[15] Угорська електротехнічна асоціація (MEE, скорочення з угорської Magyar Elektrotechnikai Egyesület) щороку присуджує премію Яноша Урбанека, яку отримує член, який в рамках життя Асоціації має видатну теоретичну або практичну діяльність у галузі технологій освітлення.[16]
- У 2010 році виграв нагороду Дері Мікса від MEE.[17]